# Écureuil de Deppe
Sciurus deppei
Espèce
Répartition géographique
Statut de conservation UICN

 LC  : Préoccupation mineure
Sciurus deppei, appelé écureuil de Deppe ou écureuil des pins, est une espèce de rongeurs de la famille des Sciuridae. Son aire de répartition comprend Belize, Costa Rica, Guatemala, Honduras, Mexique, Nicaragua.

## Alimentation
Il se nourrit de graines, de fruits et de feuillage. Il mange notamment les fruits du noix-pain (Brosimum alicastrum), du sapotillier (Manilkara zapota) , Cymbopetalum baillonii, Pinus caribea et Poulsenia armata. 